# 蕭巨源
蕭巨源（1461年—？），字用溥，江西吉安府廬陵縣人，民籍，明朝政治人物。

## 生平
江西鄉試第四十七名舉人。弘治三年（1490年）中式庚戌科會試第二百三十名，三甲第一百零四名進士。

## 家族
曾祖蕭斌；祖父蕭思才；父蕭振倫，義官。母楊氏。永感下。